# Sierola lucyae
Sierola lucyae – gatunek błonkówki z rodziny płaszczykowatych i podrodziny Bethylinae.
Gatunek ten został opisany w 2013 roku przez Darrena Francisa Warda.
Samice mają ciało długości od 2 do 3 mm przy długości przedniego skrzydła od 1,5 do 1,9 mm. U samca długość ciała wynosi od 2 do 2,3 mm, a przedniego skrzydła od 1,3 do 1,6 mm. Głowa jest czarna z brązowymi czułkami, silnym kilem na nadustku i jasnobrązowymi lub czarnymi z pomarańczowymi wierzchołkami żuwaczkami. Wszystkie szczecinki na głowie są krótkie. Szerokość głowy jest mniej więcej równa jej długości. Odległość od oka złożonego do bocznego przyoczka jest mniejszy niż półtorakrotność największej szerokości tego przyoczka. Czoło jest od 1,11 do 1,38 raza szersze niż wysokość oka złożonego. Mezosoma jest czarna, pozbawiona notauli. Odnóża mają ciemnobrązowe biodra i uda oraz brązowe golenie i stopy. Przednie skrzydła odznaczają się sektorem radialnym dochodzącym do komórki dyskowej w odsiebnej jej części. Gładka i błyszcząca metasoma ma barwę ciemnobrązową do czarnej.
Owad endemiczny dla Nowej Zelandii, znany z Wyspy Północnej, Południowej i Wysp Trzech Króli.